# Municipio de Sheridan (condado de Cherokee, Kansas)
El municipio de Sheridan (en inglés: Sheridan Township) es un municipio ubicado en el condado de Cherokee en el estado estadounidense de Kansas. En el año 2010 tenía una población de 231 habitantes y una densidad poblacional de 1,33 personas por km².

## Geografía
El municipio de Sheridan se encuentra ubicado en las coordenadas 37°16′31″N 95°0′20″O / 37.27528, -95.00556. Según la Oficina del Censo de los Estados Unidos, el municipio tiene una superficie total de 173.99 km², de la cual 172,89 km² corresponden a tierra firme y (0,64 %) 1,11 km² es agua.

## Demografía
Según el censo de 2010, había 231 personas residiendo en el municipio de Sheridan. La densidad de población era de 1,33 hab./km². De los 231 habitantes, el municipio de Sheridan estaba compuesto por el 96,97 % blancos, el 0,87 % eran amerindios y el 2,16 % eran de una mezcla de razas. Del total de la población el 0,43 % eran hispanos o latinos de cualquier raza.